# James Bissett Pratt
James Bissett Pratt, född 22 juni 1875 i Elmira, död 15 januari 1944, var en amerikansk filosof.
Pratt var professor vid Williams College i Williamstown. Han var medarbetare i Essays in critical realism (1920), kritiserade starkt pragmatismen från kunskapsteoretisk synpunkt (What is pragmatism? (1909). Pratt hävdade en dualistisk uppfattning av förhållandet mellan kropp och själ, Matter and spirit (1922), och gjorde sig i synnerhet känd som religionspsykolog med arbeten som Psychology of religious belief (1907) och The religious consciousness (1920). Därutöver utgav Pratt betydande monografier över samtida hinduism och buddhism, India and its faiths (1925), The pilgrimage of buddhism (1928), Adventures in philosophy and religion (1931) som innehåller spirituella uppgörelser med moderna tankeriktningar i dialogform, bland annat behaviorismen.